# 山西獸屬 (三疊紀)
山西獸屬（學名：Shansiodon）是獸孔目二齒獸下目的一屬，生存於三疊紀中期（安尼西階到拉丁尼階）的中國，在南非也有發現未命名種。